# Guadalupe, Tecali de Herrera
Guadalupe är en ort i Mexiko.   Den ligger i kommunen Tecali de Herrera och delstaten Puebla, i den sydöstra delen av landet, 130 km öster om huvudstaden Mexico City. Guadalupe ligger 2 197 meter över havet och antalet invånare är 247.
Terrängen runt Guadalupe är kuperad österut, men västerut är den platt. Terrängen runt Guadalupe sluttar söderut. Runt Guadalupe är det ganska glesbefolkat, med 32 invånare per kvadratkilometer. Närmaste större samhälle är Amozoc de Mota, 15,7 km nordväst om Guadalupe. Trakten runt Guadalupe består i huvudsak av gräsmarker.